# Lacrymosa
"Lacrymosa" je pjesma s albuma The Open Door sastava Evanescence. Nadahnuta je Mozartovim djelom "Lacrimosa" iz "Rekvijema", a Amy Lee je izjavila kako je napisana za film Kronike iz Narnije: Lav, vještica i ormar, ali su je producenti filma odlučili izbaciti. Amy kaže kako je Mozartova "Lacrimosa" njeno najdraže glazbeno djelo koje je ikada čula.